# Veni vidi vici
Veni, vidi, vici [вимовлення: Вені, віді, вічі] (лат. «Прийшов, побачив, переміг») — латинський вислів; слова, якими, як повідомляє Плутарх у своїх «Висловах царів і полководців», Юлій Цезар повідомив свого друга Амінція в Римі про перемогу, швидко здобуту ним при битві біля міста Зеле (в провінції Токату) над понтійським царем Фарнаком II, 47 до н. е..
Вислів вживають у переносному значенні про швидке вирішення якої-небудь справи, а також використовують на різних емблемах, наприклад тютюнової компанії Філіп Морріс Інтернешнл, що виробляє цигарки Мальборо.